# Junius Daniel
Pour les articles homonymes, voir Daniel.
Junius Daniel, né le 27 juin 1828 à Halifax et mort le 13 mai 1864 dans le comté de Spotsylvania, est un officier de carrière de l'armée des États-Unis qui est devenu officier dans l'armée des États confédérés pendant la guerre de Sécession.
Ses troupes ont contribué à la réussite des Confédérés lors de la première journée de la bataille de Gettysburg.
Il a été tué à la bataille de Spotsylvania.